# دانوتا بورسوک
دانوتا بورسوک (لهستانی: Danuta Borsuk؛ زادهٔ ۱۵ اکتبر ۱۹۶۳) بازیگر اهل لهستان است.
از فیلم‌ها یا مجموعه‌های تلویزیونی که وی در آن‌ها نقش داشته‌است، می‌توان به جاسوس، هنگام تاریکی، صفر-هفت، به‌گوشم، طایفه، حوزه استحفاظی ۱۳، خودِ زندگی، در خیابان سپولنی، پیت‌بول، خانه کشیش، کارآگاهان جنایی، تنها عشق، ع چون عشق، پدر متیو، ۳۹ و نیم، در خوشی و سختی، پیمان ورشو، مزرعه، قانون حقیقی، پزشکان، کمیسر آلکس، دوستان، دستورالعمل زندگی، دوران افتخار، اتاق خودکشی و سرهنگ کفیاتکوفسکی اشاره نمود.